# Чемпіонат світу з мініфутболу 2021
Чемпіонат світу з мініфутболу 2021 — четвертий світовий чемпіонат з мініфутболу організований Світовою федерацію мініфутболу. Відбувся у 2021 році в Києві (Україна).

## Вибір місця проведення
30 липня відбувся вибір місця проведення Чемпіонату. За рішенням виконкому Міжнародної федерації мініфутболу заявка Києва випередила заявку столиці Сенегалу Дакара.